# Клан Вейр
Вейр или де Вер (скотс Weir) — один из кланов равнинной части Шотландии на земле Ланаркшир. К 2022 году клан Вейр (прежнее название — Вер, от норв. de Vere) больше не имеет признанного Геральдической палатой Шотландии (англ. Court of the Lord Lyon «Суд Лорда Льва») вождя и посему называется теперь кланом «гербоносцев» и/или «оруженосцев».

## Этимология

Щит фамильного герба

Возможно название клана происходит от норм. vere, которое как и в др.-англ. weir имеет норвежские корни и соответствует синониму слов «плотина» или «слив воды», связанной с профессиональной деятельностью. Согласно иной версии толкования происхождения фамилии Вейр указывается на лат. vērus — правда, истина или истинно, как — истинный, правдивый. Исходя из изображения ревущего синего кабана в изголовье или в нашлемнике гербовой символики Вейр (лат. Weir) и более ранних де Вер (норв. de Vere), вполне возможно, что наименование рода и/или клана было связано с древнеримским когноменом родов Верр или Веррес, происходящих от прозвища Крассициев — от лат. verres «домашний кабан» в несколько изменённой со временем форме, с утратой одной буквы «R» (кирилл. Р) в последующем начертании.

## История
Фамилия Вейр часто встречается в Ланаркшире и других частях Шотландии. Раннее сообщение о фамилии обнаружены в Роксбургшире.
Клан де Вер упоминается в исторических документах Шотландии XI века о потомке герцогини Юдифь 1058 года. Упоминается его сын, который в 1066 году сопровождал Вильгельма Завоевателя в Гастингс и построил замок в Хедингеме в Эссексе. Имеются сведения о Радульфусе де Вере (скотс Radulphus de Vere). Он был сыном Обри (гэльск. Aubrey) графа Оксфорда, фламандского происхождения, предки которого переселились в Англию во времена Вильгельма Завоевателя и держал Кенсингтон в Миддлсексе. Одна из ветвей семьи Вейр в 1069 году двинулась на север и поселилась в низинах Шотландии в Спровестуне, в Роксбургшире.

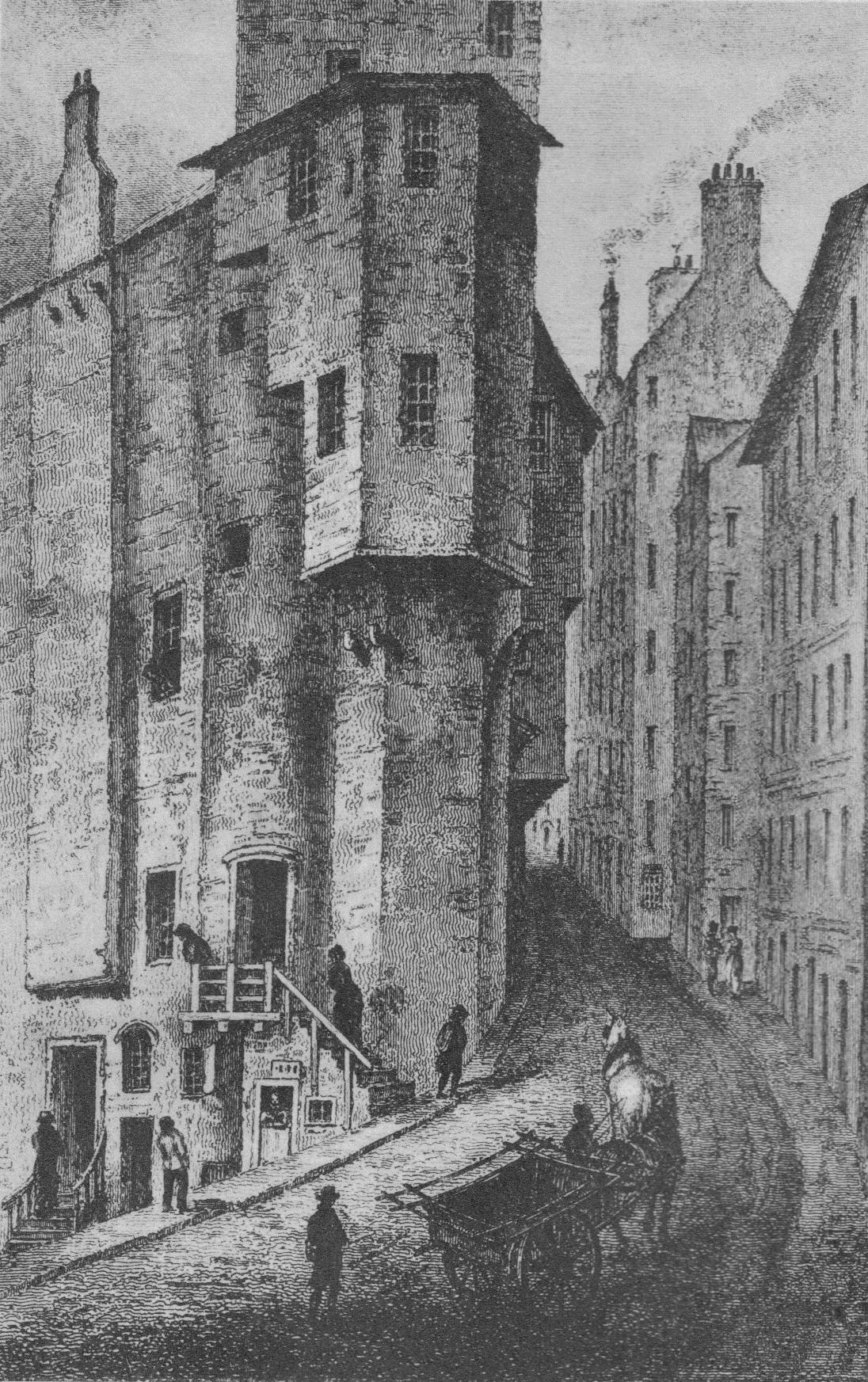
Замок

В 1165 году также в Шотландию переселился Ральф де Вер, который служил королю Льву. В 1174 году Ральфа де Вера пленили вместе с королём Вильгельмом неподалёку от замка Алник в Нортумберленде. Кроме того известно, что он пожертвовал земли аббатству в Келсо, что было засвидетельствовано его братом Робертом.
Считается, что Ральф де Вер был родоначальником основной ветви клана — Вейр из Блэквуда в Ланаркшире. В 1296 году Ричард де Вер из Блэквуда упоминается в «Рагманских свитках» (англ. Ragman Rolls), в котором Эдуард Длинноногий принимал оммаж от шотландских дворян.
Клан Вейр долгое время враждовал с кланом Локхарт. В 1532 году Алан Локхарт, 9-й лорд Ли, был обвинен (а в 1541 году помилован) в убийстве Дэвида и Ральфа Вейр. Внук Алана, Джеймс Локхарт, 11-й лорд Ли, был обвинён Гидеоном Вейром, нотариусом Ланарка, в убийстве земельного арендатора Ли и краже овец. Впоследствии Джеймс женился на Изабель Вейр, и вражда между кланами прекратилась.
В XVII веке майор Томас Вейр был капитаном городской охраны Эдинбурга, а в 1649 году предоставлял охрану осуждённому маркизу Монтрозу, когда того везли через толпу на казнь. Спустя 20 лет Томас Вейр ушёл в отставку, но продолжал оставаться заметной личностью Эдинбурга. Он прославился как фанатичный приверженец протестантской веры и часто созывал религиозные собрания. На одной из таких встреч в 1670 году он поразил собравшихся, заявив, что грешен в прелюбодеянии и кровосмесительной связи со своей сестрой Джоан. Присутствовавшая на собрании Джоан изложила собственную версию, признавшись в связи с дьяволом. Кроме того, выяснилось, что трость Томаса Вейра обладала магической силой и открывала двери без помощи владельца. В результате Вейры были обвинены в колдовстве. 11 апреля 1670 года Томас Вейр был сожжен на костре, а его сестра повешена.

## Символика

### Герб
В серебряном или золочёном поле щита на поперечном лазоревом поясе три серебряные пятиконечные звезды. Шлем увенчан герцогской или феодальной баронской шапкой в виде фригийского колпака, подбитого горностаевым мехом, над которым размещается лазоревого цвета оскалившийся кабан с высунутым красным языком. Намёт сине-зелёного цвета, подложен серебром и/или золотом.

### Тартан
Традиционный классический цветной клетчатый дизайн древнего шотландского тартана клана Вейр — светло-голубой, светло-зелёный, темно-синий, чёрный и жёлтый.

### Девиз
Девизом Вейр являются слова лат. Vero nihil verius, что дословно можно перевести как «истина, никаких вариантов» или «нет ничего вернее правды или истины». Изначально используемый в гербе девиз рода был боевым кличем или своеобразным лозунгом и призывом к действию: впервые они появились на гербах лишь в XIV—XV веках, но не получили широкого распространения до XVII столетия. Таким образом, самые старые изображения гербов обычно девиза не содержат. Согласно большинству геральдических правил, девиз является необязательным компонентом герба и его можно добавлять или изменять по желанию владельца.

## Родословная клана

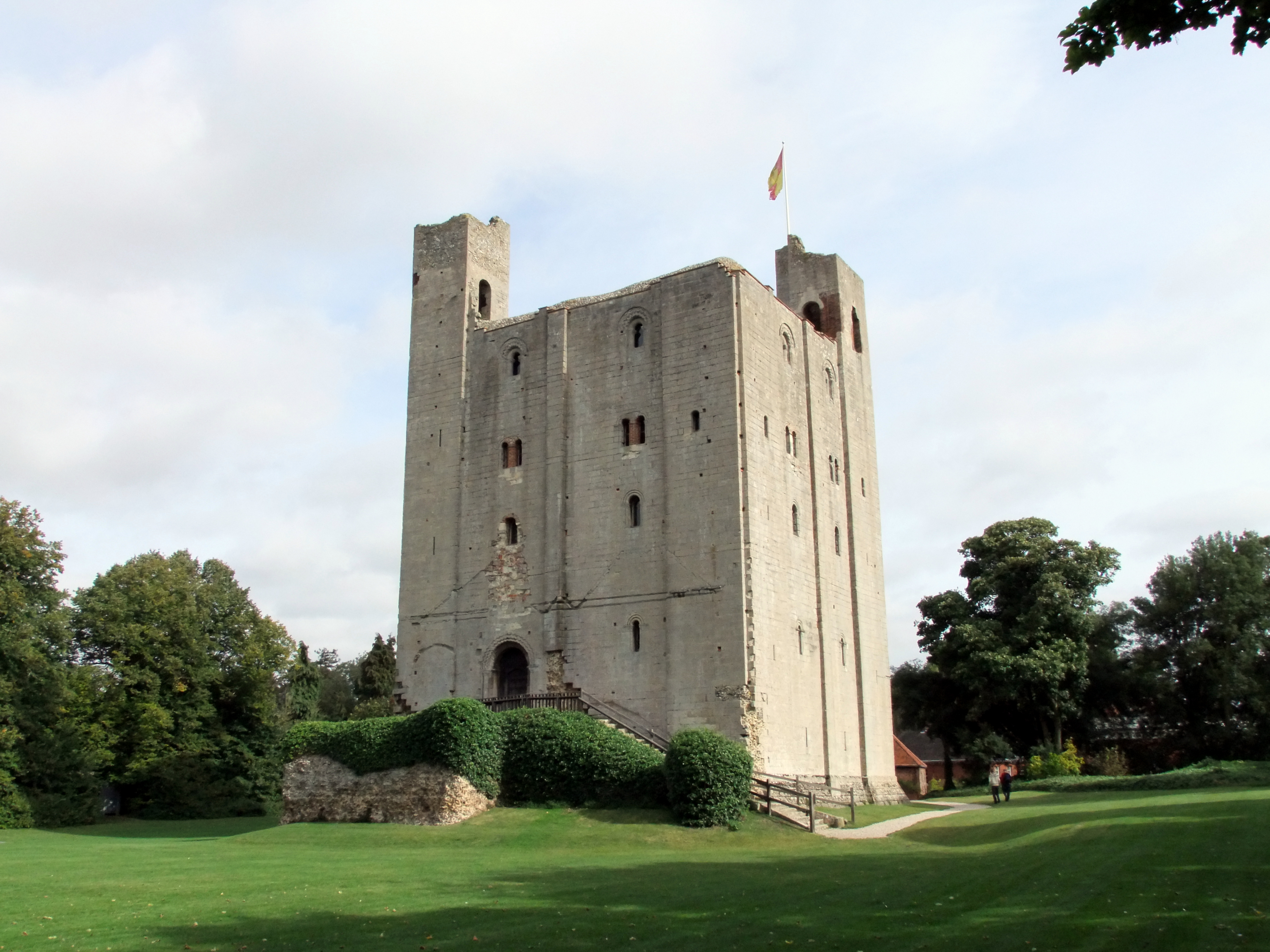
Замок в Касл-Хедингем

### Предки клана
- Альфонсо де Вер (1000—?), советник Эдуарда Исповедника.
- Альберик де Вер 1-й или Обри 1-й (1040—1088). Был одним из любимых рыцарей Вильгельма Завоевателя, с которым и приехал в Англию во время норманнского завоевания. После битвы при Гастингсе получил в собственность обширные земли. Был женат на Беатрис, дочери Генриха Кастеляна, от которой имел шестеро детей — пять сыновей и дочь.
- Альберик де Вер 2-й или Обри 2-й (1062—1141). Построил огромный замок в Касл-Хедингеме (англ. Castle Hedingham), пригласив в качестве архитектора архиепископа Кентерберийского. Был убит 15 мая 1141 года в Лондоне во время бунта.
- Альберик де Вер 3-й или Обри 3-й (1110-?), 1-й граф Оксфордский

### Вожди клана
- Ральф (Ральфред или Радульф) де Вер, родоначальник клана. Оставил двух сыновей и дочь.
- Уолтер де Вер (1130—?). Оставил двух сыновей, Роберта и Ральфа.
- Ральф де Вер (1154—?). Умер в конце царствования Александра II.
- Томас де Вер(1246—?)
- Ричард де Вер
- Томас де Вер. Умер во время правления Давида II Брюса.
- Буан де Вер
- Ротальд де Вер, 1-й лорд Блэквуд. Оставил сыновей Джорджа и Томаса.
- Томас Вер, 2-й лорд Блэквуд. Оставил сыновей Роберта и Ральфа.
- Роберт Вер (1430—1479)
- Томас Вейр (1460—1531). В его времена впервые используется написание клана как «Weir». В 1483 году женился на Эгидии Сомервилль, дочери 3-го лорда Сомервилля (англ. Somerville «Самервилли[англ.]»).
- Джеймс Вейр (1495—1595), женился на Эфимии Гамильтон.

### Знаменитые члены клана
- Роберт Уолкер Вейр (1803—1889), американский живописец-портретист. Также создавал полотна на историческую тему.
- Джон Вейр (1841—1926), известный живописец и скульптор.

### Ветви клана
Основная ветвь клана — Вейры из Блэквуда (англ. Blackwood, South Lanarkshire). Побочные ветви — Вейры из Стоунбайрса (англ. Stonebyres), Вейры из Моссминьона, Вейры из Кирктона (англ. Kirkton), Вейры из Охтифардла, Вейры из Айршира (англ. Ayrshire).

### Септы
К представителям шотландской и ирландской частей клана Вейр, в качестве потомков и родственников семьи — cепт (англ. sept от лат. septum  «огороженное место»), — относятся: клан Бьюкенан (англ. Clan Buchanan или скотс Na Cananaich), клан Макнотен (скотс MacNaghten, MacNachten, MacNaughton) и клан Макфарлан (англ. Clan MacFarlane или скотс Clann Phàrlain — родственная связь по материнской линии Томаса Вейра).

### Вариации именований
Fear, Fere, Revere, Spear, Speare, Spere, Ver, Vear, Veare, Veer, Vere, Veir, Vire, Weir, Wier, Wear, Were, Wyer.